# Nola tutulella
Nola tutulella is een nachtvlinder uit de familie van de visstaartjes (Nolidae). 
De wetenschappelijke naam van de soort is voor het eerst geldig gepubliceerd door Zerny in 1927.
De soort komt voor in Europa.